# Setena Coalició
La Setena Coalició va ser una aliança militar de les potències europees contra l'Emperador Napoleó I el 1815.

## Antecedents
La Setena Coalició va ser precipitadament preparada durant les Guerres Napoleòniques el 1815, després del retorn a França de Napoleó des del seu exili a Elba i la seva aclamada entrada a París. El 13 de març, sis dies abans que Napoleó arribés a París, les potències del Congrés de Viena li van declarar fora de la llei, i quatre dies més tard, el Regne Unit, Rússia, Àustria i Prússia es van comprometre entre ells a aportar 150.000 homes cadascun per acabar amb el seu govern. Els membres de la Setena Coalició van ser: Regne Unit, que comptava amb el suport financer de Nathan Mayer Rothschild,Rússia, Prússia, Suècia, Àustria, els Països Baixos i cert nombre d'estats alemanys.

## La guerra
Una vegada que els seus intents de dissuadir a un o més aliats perquè no envaïssin el territori de França van fracassar, l'única sortida de Napoleó per romandre en el poder era atacar abans que la Coalició el pogués sobrepassar en forces. Si podia destruir les forces aliades existents a Bèlgica abans que fossin reforçades pels contingents d'altres aliats, era possible que pogués enviar als anglesos al mar i copejar als prussians fins a fer-los fora de la contesa. Era una estratègia que li havia servit amb èxit en anteriors ocasions.
Francisco Javier Castaños va apoderar-se de part del Rosselló i Enrique José O'Donnell a la baixa Navarra, que van evacuar tot seguit.
La major batalla de la Setena Coalició van ser en realitat una successió d'enfrontaments en Ligny i Quatre Bras (16 de juny), Wavre (18 i 19 de juny) que van culminar en la coneguda com Batalla de Waterloo (18 de juny).
En Ligny, les forces franceses sota el comandament directe de Napoleó van aconseguir fer retrocedir en desbandada als prussians. En Quatre Bras, en una acció separada el mateix dia de la lluita en Ligny, l'ala esquerra de l'exèrcit francès, sota el comandament del mariscal Ney, va bloquejar a les forces anglo-aliades que es dirigien a ajudar els prussians que lluitaven en Ligny.
El diel 18 de juny es va produir l'enfrontament més decisiu de la campanya, i aquest va tenir lloc a Waterloo. Durant gran part del dia un exèrcit francès lleugerament superior a l'aliat sota el comandament de Napoleó va atacar les posicions anglo-aliades en el cim d'un turó, estant a punt d'enfonsar el centre enemic cap a les 19 hores. L'arribada inesperada dels prussians a la caiguda de la tarda va fer bufar vents nous per a Wellington, aconseguint aquest la victòria per les forces aliades. Tot i que la batalla simultània de Wavre va ser una victòria tàctica per als francesos, va ser infructuosa, en el sentit que les forces prussianes van aconseguir detenir les forces franceses la presència a Waterloo podria haver salvat a Napoleó de perdre la batalla i, per tant, la guerra.
Després de la seva derrota final, Napoleó va ser confinat de per vida a la llunyana Illa de Santa Helena, a l'Atlàntic Sud, on, suposadament, seria enverinat amb raticida (o arsènic) i moriria el 1821.